# ماتيو بيليغرينو
ماتيو بيليغرينو (بالإسبانية: Mateo Pellegrino) هو لاعب كرة قدم إسباني في مركز الهجوم، ولد في 22 أكتوبر 2001 في بلنسية في إسبانيا. لعب مع إستوديانتيس دي لا بلاتا وفيليز سارسفيلد.

## وصلات خارجية
- ماتيو بيليغرينو على موقع قاعدة بيانات كرة القدم.إي يو (الإنجليزية)
- ماتيو بيليغرينو على موقع Soccerway.com (الإنجليزية)